# Nesopachyiulus kraepelinorum
Nesopachyiulus kraepelinorum är en mångfotingart som först beskrevs av Robert Latzel 1895.
Nesopachyiulus kraepelinorum ingår i släktet Nesopachyiulus och familjen kejsardubbelfotingar. Inga underarter finns listade i Catalogue of Life.